# Чень Ївень
Чень Ївень (15 червня 1999) — китайська стрибунка у воду, дворазова олімпійська чемпіонка, шестиразова чемпіонка світу.

## Виступи на Олімпіадах
| Олімпіада  | Дисципліна                                | Місце |
| ---------- | ----------------------------------------- | ----- |
| Париж 2024 | стрибки з 3-метрового трампліна           | 1     |
| Париж 2024 | синхронні стрибки з 3-метрового трампліна | 1     |